# FTSE 100
El FTSE 100 es el índice bursátil de referencia de la Bolsa de Valores de Londres. Está compuesto por las 100 compañías de mayor capitalización bursátil del Reino Unido y es indicador del rendimiento financiero de las empresas reguladas por la ley de empresas del Reino Unido. El índice es mantenido por FTSE Group, una subsidiaria del London Stock Exchange Group. El índice fue desarrollado con un nivel base de 1000 a fecha 3 de enero de 1984. Se le conoce informalmente como footsie. Sus siglas significan Financial Times Stock Exchange 100, y es efectivamente controlado por la revista Financial Times.
La capitalización de las empresas que componen el índice supone el 70 % del valor total del mercado de valores de Londres. Los valores ponderan por el criterio de capitalización. Se revisa trimestralmente, el primer viernes de marzo, junio, septiembre y diciembre. Las sesiones se desarrollan de lunes a viernes.
|                 | FTSE (QFA) |
| --------------- | ---------- |
| Bolsa:          | EUREID     |
| Sector:         | Index      |
| Tamaño de tick: | 0.5        |
| BPV:            | 10         |
| Denominación:   | GBP        |

## Historia
El índice FTSE 100 comenzó a calcularse el 3 de enero de 1984 con un nivel base de 1000 puntos. Durante sus primeros 15 años subió de forma casi continuada, llegando a valer casi siete veces más a finales de los años 90, alcanzando el valor más alto de su historia el 30 de diciembre de 1999, cuando llegó a cotizar a 6950,6. La burbuja puntocom hizo que cayera con fuerza durante varios años, volviendo a subir después hasta alcanzar un pico en los 6091,33 el 8 de febrero de 2007, pero la crisis financiera de 2008 lo volvió a llevar a los 3500. Poco después, el índice FTSE 100 bate el récord de subida en una sesión el 19 de septiembre de 2008 con un 9,33 % en plena crisis de las hipotecas subprime. El segundo pico más alto de la historia lo alcanzó el 14 de mayo de 2014, tocando los 6894. En febrero de 2023, alcanzó los 8000 puntos por primera vez en su historia.

## Lista de las compañías en el FTSE 100
Hay 100 empresas en el índice, pero el índice está compuesto por 102 valores, ya que existen dos clases de acciones para Royal Dutch Shell y Schroders. Esta lista refleja la composición a 23 de diciembre de 2019.
| Empresa                            | Ticker | Sector                                       |
| ---------------------------------- | ------ | -------------------------------------------- |
| 3i                                 | III    | Servicios financieros                        |
| Admiral Group                      | ADM    | Seguros de no vida                           |
| Anglo American                     | AAL    | Minería                                      |
| Antofagasta                        | ANTO   | Minería                                      |
| Ashtead Group                      | AHT    | Servicios auxiliares                         |
| Associated British Foods           | ABF    | Alimentación                                 |
| AstraZeneca                        | AZN    | Farmacia y biotecnología                     |
| Auto Trader Group                  | AUTO   | Medios                                       |
| Aveva                              | AVV    | Software y servicios informáticos            |
| Aviva                              | AV.    | Seguros de vida                              |
| BAE Systems                        | BA.    | Aeroespacial y defensa                       |
| Barclays                           | BARC   | Banca                                        |
| Barratt Developments               | BDEV   | Productos de uso doméstico y de construcción |
| Berkeley Group Holdings            | BKG    | Productos de uso doméstico y de construcción |
| BHP                                | BHP    | Minería                                      |
| BP                                 | BP.    | Producción de petróleo y gas                 |
| British American Tobacco           | BATS   | Tabaco                                       |
| British Land                       | BLND   | Fondos de inversión inmobiliaria             |
| BT Group                           | BT-A   | Telecomunicaciones de línea fija             |
| Bunzl                              | BNZL   | Servicios auxiliares                         |
| Burberry                           | BRBY   | Bienes de uso personal                       |
| Carnival Corporation & plc         | CCL    | Viajes y ocio                                |
| Centrica                           | CNA    | Gas, agua y servicios múltiples              |
| Coca-Cola HBC                      | CCH    | Bebidas                                      |
| Compass Group                      | CPG    | Servicios auxiliares                         |
| CRH plc                            | CRH    | Construcción y materiales                    |
| Croda International                | CRDA   | Productos químicos                           |
| DCC plc                            | DCC    | Servicios auxiliares                         |
| Diageo                             | DGE    | Bebidas                                      |
| EasyJet                            | EZJ    | Viajes y ocio                                |
| Evraz                              | EVR    | Metales industriales y minería               |
| Experian                           | EXPN   | Servicios auxiliares                         |
| Ferguson plc                       | FERG   | Servicios auxiliares                         |
| Flutter Entertainment              | FLTR   | Viajes y ocio                                |
| GlaxoSmithKline                    | GSK    | Farmacia y biotecnología                     |
| Glencore                           | GLEN   | Minería                                      |
| Halma                              | HLMA   | Electrónica y equipamiento eléctricos        |
| Hargreaves Lansdown                | HL.    |                                              |
| HSBC                               | HSBA   | Banca                                        |
| Hikma Pharmaceuticals              | HIK    | Farmacia y biotecnología                     |
| Imperial Brands                    | IMB    | Tabaco                                       |
| Informa                            | INF    | Medios                                       |
| InterContinental Hotels Group      | IHG    | Viajes y ocio                                |
| International Airlines Group       | IAG    | Viajes y ocio                                |
| Intertek                           | ITRK   | Servicios auxiliares                         |
| ITV plc                            | ITV    | Medios                                       |
| JD Sports                          | JD.    | Minorista general                            |
| Johnson Matthey                    | JMAT   | Productos químicos                           |
| Just Eat Takeaway                  | JET    | Software y servicios infrmáticos             |
| Kingfisher plc                     | KGF    | Minorista general                            |
| Land Securities                    | LAND   | Fondos de inversión inmobiliaria             |
| Legal & General                    | LGEN   | Seguros de vida                              |
| Lloyds Banking Group               | LLOY   | Banca                                        |
| London Stock Exchange Group        | LSE    | Servicios financieros                        |
| M&G                                | MNG    | Gestión de activos                           |
| Meggitt                            | MGGT   | Aeroespacial y defensa                       |
| Melrose Industries                 | MRO    | Automóviles y componentes                    |
| Mondi                              | MNDI   | Silvicultura y papel                         |
| Morrisons                          | MRW    | Minorista de alimentación                    |
| National Grid plc                  | NG.    | Gas, agua y servicios múltiples              |
| Next plc                           | NXT    | Minorista general                            |
| NMC Health                         | NMC    | Equipos y servicios de salud                 |
| Ocado                              | OCDO   | Minorista de alimentación                    |
| Pearson plc                        | PSON   | Medios                                       |
| Persimmon plc                      | PSN    | Productos de uso doméstico y de construcción |
| Phoenix Group                      | PHNX   | Seguros de vida                              |
| Polymetal International            | POLY   | Metales preciosos y minería                  |
| Prudential plc                     | PRU    | Seguros de vida                              |
| Reckitt Benckiser                  | RB.    | Productos de uso doméstico y de construcción |
| RELX                               | REL    | Medios                                       |
| Rentokil Initial                   | RTO    | Servicios auxiliares                         |
| Rio Tinto Group                    | RIO    | Minería                                      |
| Rightmove                          | RMV    | Medios                                       |
| Rolls-Royce Holdings               | RR.    | Aeroespacial y defensa                       |
| Royal Bank of Scotland Group       | RBS    | Banca                                        |
| Royal Dutch Shell                  | RDSA   | Producción de petróleo y gas                 |
| RSA Insurance Group                | RSA    | Seguros de no vida                           |
| Sage Group                         | SGE    | Software y servicios informáticos            |
| Sainsbury's                        | SBRY   | Minorista de alimentación                    |
| Schroders                          | SDR    | Servicios financieros                        |
| Scottish Mortgage Investment Trust | SMT    | Fondo de inversión                           |
| Segro                              | SGRO   | Fondos de inversión inmobiliaria             |
| Severn Trent                       | SVT    | Gas, agua y servicios múltiples              |
| Smith & Nephew                     | SN.    | Equipos y servicios de salud                 |
| DS Smith                           | SMDS   | Industria general                            |
| Smiths Group                       | SMIN   | Industria general                            |
| Smurfit Kappa                      | SKG    | Industria general                            |
| Spirax-Sarco Engineering           | SPX    | Ingeniería industrial                        |
| SSE plc                            | SSE    | Electricidad                                 |
| Standard Chartered                 | STAN   | Banca                                        |
| Standard Life Aberdeen             | SLA    | Servicios financieros                        |
| St. James's Place plc              | STJ    | Seguros de vida                              |
| Taylor Wimpey                      | TW.    | Productos de uso doméstico y de construcción |
| Tesco                              | TSCO   | Minorista de alimentación                    |
| TUI Group                          | TUI    | Viajes y ocio                                |
| Unilever                           | ULVR   | Bienes de uso personal                       |
| United Utilities                   | UU.    | Gas, agua y servicios múltiples              |
| Vodafone Group                     | VOD    | Telecomunicaciones móviles                   |
| Whitbread                          | WTB    | Minorista de hostelería                      |
| WPP plc                            | WPP    | Medios                                       |